# Домик Чехова
Домик Чехова — мемориальный музей, расположенный в Таганроге в небольшом флигеле (ул. Чехова, 69), в котором родился А. П. Чехов.

## История
Постройка флигеля относится к 1850 году. Построен из глинобитного кирпича, оштукатурен, выбелен. Площадь дома составляет 35,5 м². Расположен флигель на территории бывшего домовладения таганрогского купца А. Д. Гнутова. В те времена здесь находились 3 небольших флигеля, каретный сарай и хозпостройки. Купец 3 гильдии П. Е. Чехов проживал с семьёй в этом флигеле с конца 1859 по март 1861 года. По всей видимости, Павла Егоровича Чехова привлекла к этому флигелю сходная цена за аренду, а также — близость к Петровской площади, где ему принадлежала бакалейная лавка. Именно здесь 29 января 1860 года родился третий сын Чеховых, Антон, будущий великий писатель.

## История создания музея
К пятидесятилетию со дня рождения Чехова, в 1910 году, по инициативе Е. М. Гаршина, брата известного писателя, на стене дома появилась мемориальная доска. Гаршин же был инициатором создания в домике постоянного музея.
В январе 1910 года М. М. Андреев-Туркин докладывал на заседании Чеховского кружка, что город решил подождать с покупкой ввиду непомерно высокой цены, просимой владелицей г-жой Коваленко. По оценке города место это стоило 4500—5000 рублей, а Коваленко запрашивала 10000 рублей.
Решение о покупке было принято в 1916 году, но потом ещё целых четыре года, числясь на городском балансе как будущий музей, дом сдавался для проживания частных лиц.
В 1921 году над опустевшим флигелем на общественных началах взяли шефство два таганрогских учителя, Елена Фёдоровна Кузьменко и Фёдор Тимофеевич Губа. Елена Фёдоровна Кузьменко, поселившись летом 1921 года в этом дворе, обнаружила на запущенном флигеле мемориальную доску. Кузьменко и Губа обмазали домик глиной, побелили стены, подкрасили ставни. Узнав о задумке создать музей потянулись во двор люди, чьи судьбы каким-то образом пересекались с семьёй Чехова. Передали в собрание чудом сохранившийся гимназический табель с отметками Чехова, его сочинения, картину написанную братом Николаем. Изготовили даже копию посудной утвари, чтобы заполнить пустой кухонный закуток.
В 1926 году возле дома впервые зацвели саженцы вишнёвых деревьев, высаженных на деньги горсовета. Тогда же открылась первая музейная экспозиция, иллюстрирующая таганрогский период жизни Антона Павловича. Губа и Кузьменко совмещали обязанности экскурсоводов и смотрителей музея.
В 1931 году в Таганрог «поднимать» газету «Донская правда» был направлен журналист Александр Моррисон.

В Таганроге кроме газетной работы, отнимающей не только дневные, но и ночные часы, отец озабочен был еще тем, что попал на родину Чехова — его любимого писателя. Первым делом отправились мы на Чеховскую улицу. Держась за руку отца, я вошла под сень цветущих вишневых деревьев, чуть выше меня ростом. Домишко поразил меня своими игрушечными размерами, внутри—следы запустения, особенно разительные рядом с белоснежным кипением за окном. Облупившиеся, затоптанные половицы, обои, засиженные мухами, несколько фотографий, едва различимых сквозь пыльные, треснувшие стекла. Печка была набита скомканной бумагой. Отец потянул листок, расправил, поднес к свету. — Не может быть! Верочка, это... это его автограф! Мать взяла листок и, охнув, опустилась на единственный стул. Призвали какого-то старика сторожа. — Дров-то не дают, — оправдывался он. — Не топить — так и так сырость все съест. — И много пожгли? — А кто ж считал? Там во-он еще сколько! Отец занялся спасением уцелевшего, организацией дома-музея, розысками старожилов, знавших Чехова. Так вошел в наш дом и стал другом отца и церемонным поклонником мамы старик Туркин, сидевший на одной парте с Чеховым в гимназии. Высокий, сухощавый, со спокойно-веселыми манерами — никак не подумаешь, что ему пришлось пережить ночь в ожидании расстрела (в битком набитом сарае) у красных, в последнюю минуту быть спасенным приходом белых, потом при красных опять скрываться по причине неподходящего происхождения и, наконец, жить много лет притаясь... Вместе с отцом он деятельно взялся за работу в музее: восстанавливал по памяти обстановку, разыскивал её остатки, фотографии.
— Нелли Морозова